# Harpullia giganteacapsula
Harpullia giganteacapsula är en kinesträdsväxtart som beskrevs av M. Vente. Harpullia giganteacapsula ingår i släktet Harpullia och familjen kinesträdsväxter. Inga underarter finns listade i Catalogue of Life.